# Fülöpszállás–Kecskemét-vasútvonal
A Kiskunságot merőlegesen átszelő Fülöpszállás–Kecskemét-vasútvonal a MÁV 152-es számú, egyvágányú, nem villamosított, 43 kilométer hosszú mellékvonala. A vasútvonalon 2007. március 4. óta nincs személyszállítás.

## Története
A helyiérdekű vasútvonalként épült vonalat a Kecskemét-Fülöpszállási HÉV társaság építette. A 38,1 km hosszú, Kecskemét városát a Budapest–Zimony-vasútvonallal összekötő vasútvonalat 1895. október 27-én nyitották meg. A forgalmat elsősorban mezőgazdasági termékek, főleg gyümölcsök szállítása jellemezte, a vasúttársaság alapítói is kecskeméti szőlőtermesztő gazdaságok vezetői voltak. A síkvidéki jellegű vasút felépítménye 23,6 kg/fm tömegű, „i” jelű sínekből épült.
A vasútvonalon 1973. január 30-án súlyos baleset történt. A kecskeméti Korhánközi út biztosítás nélküli vasúti átjárójában egy vonat elütötte a Helvéciára tartó, menetrend szerint közlekedő helyközi autóbuszt. 37 utas vesztette életét, 11-en súlyosan, 9-en pedig könnyebben sérültek meg.

## Bezárása
A 2007-ben megszüntetett menetrend szerinti személyforgalom után csak a teherforgalom maradt meg a vonalon, előbb Kecskemét és Ágasegyháza között.
A személyforgalom megszüntetése után állomásokon szolgálatot teljesítő személyzetet visszavonták, a jelzőberendezéseket érvénytelenítették vagy leszerelték. Helvécia és Fülöpszállás között leszerelték a közúti átjárók jelzőlámpáit is. 2007 után a vonalra egyszerűsített forgalmi rendet vezettek be. A vonalon csak a nap világos szakaszában, kizárólag egyetlen vonat tartózkodhatott, vezetőjének pedig telefonon kellett kapcsolatot tartania a kecskeméti forgalomirányítóval. 2010 után már csak a rakodóhellyé visszaminősített Helvéciáig jártak le hetente egy-két alkalommal a főként fát szállító tehervonatok. A kecskeméti autógyár megnyitása után kezdett igen nagy forgalmat bonyolítani egy fémhulladékgyűjtő-telepnek a vonalból Kecskemét-Alsó állomás közelében kiágazó iparvágánya. A leépülés ellenére a vonal a 2020-as évek kezdetéig átjárható maradt, a teherforgalom által nem érintett szakaszon is közlekedtek időnként a pályafenntartás járművei és különvonatok is. A pálya Helvécia és Fülöpszállás közötti szakaszát Budapest–Szabadka-vasútvonal átépítésének kezdete után 2022-ben zárták ki a forgalomból.

## Tervek a vonal reaktiválására
Kecskemét város városfejlesztési dokumentumai a közép- és hosszútávon a helyi, elővárosi jellegű kötöttpályás közlekedés fejlesztésének bázisaként tekintenek a vasútvonalra. A vonalon fekvők közül Helvécia és Ballószög vasútállomások elővárosi jellegű fejlesztése vetődött fel, illetve egy új megállóhely létesítése a gyorsan fejlődő Homokbánya városrész mellett.
Ennél sokkal jelentősebb szerepet szán a 152-es vonalnak a Budapestet elkerülő teherforgalmi vasútvonal terve.
A V0 vasútvonal több nyomvonalváltozata is a 152-es vonal újjáépítésével számol. Ennek során a korábbi nyomvonalon egy kétvágányú villamosított vasútvonalat építenének ki, amely a Nyugat-Európa és DK-Európa közötti tranzitforgalom számára lehetővé tenné a zsúfolt budapesti szakaszok elkerülését. A kormányzat által 2022-ben vizsgálni kezdett nyomvonalváltozatok a 152-es vonal nyomvonalának felhasználásával számoltak, illetve azzal, hogy az átépítés után a vonalat nem csak tehervonatok, hanem a regionális személyszállítás is használná.

## Felépítmény
A vasútvonal utolsó felújítása 1937-ben történt, így a pályában túlnyomórészben, Fülöpszállástól Kecskemét alsóig „c” rendszerű sínek fekszenek, sokszor másodfekvésű talpfákon. Az avult és koros felépítmény miatt a motorvonatokra 40 km/h-ra, a tehervonatok részére 20 km/h-ra csökkentették az engedélyezett sebességet.
1985-1987 között Kecskemét alsó állomás vágányai 48-as és 54-es rendszerűre épültek át több ütemben.

## Galéria

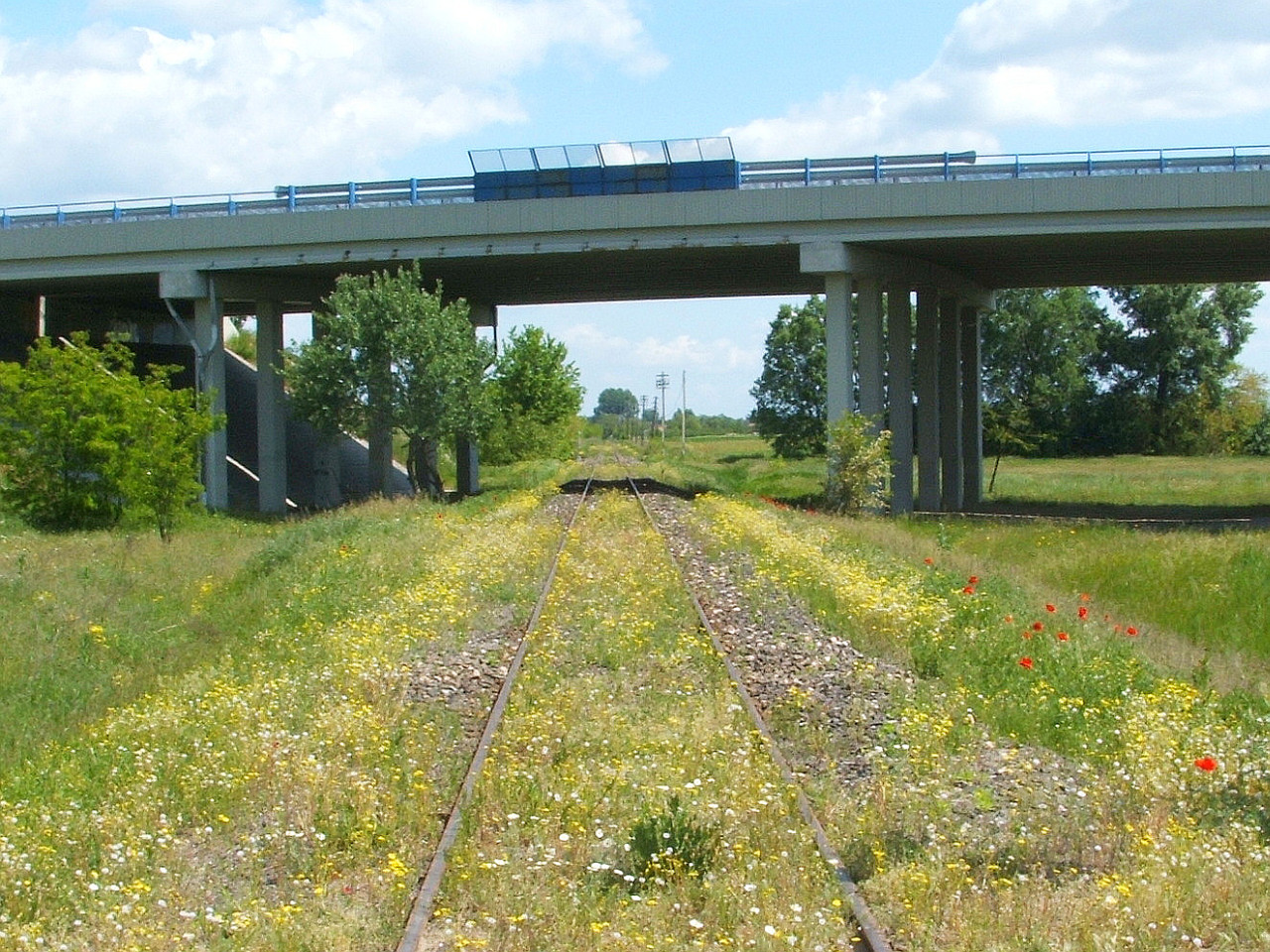
Az M5-ös autópálya felüljárója
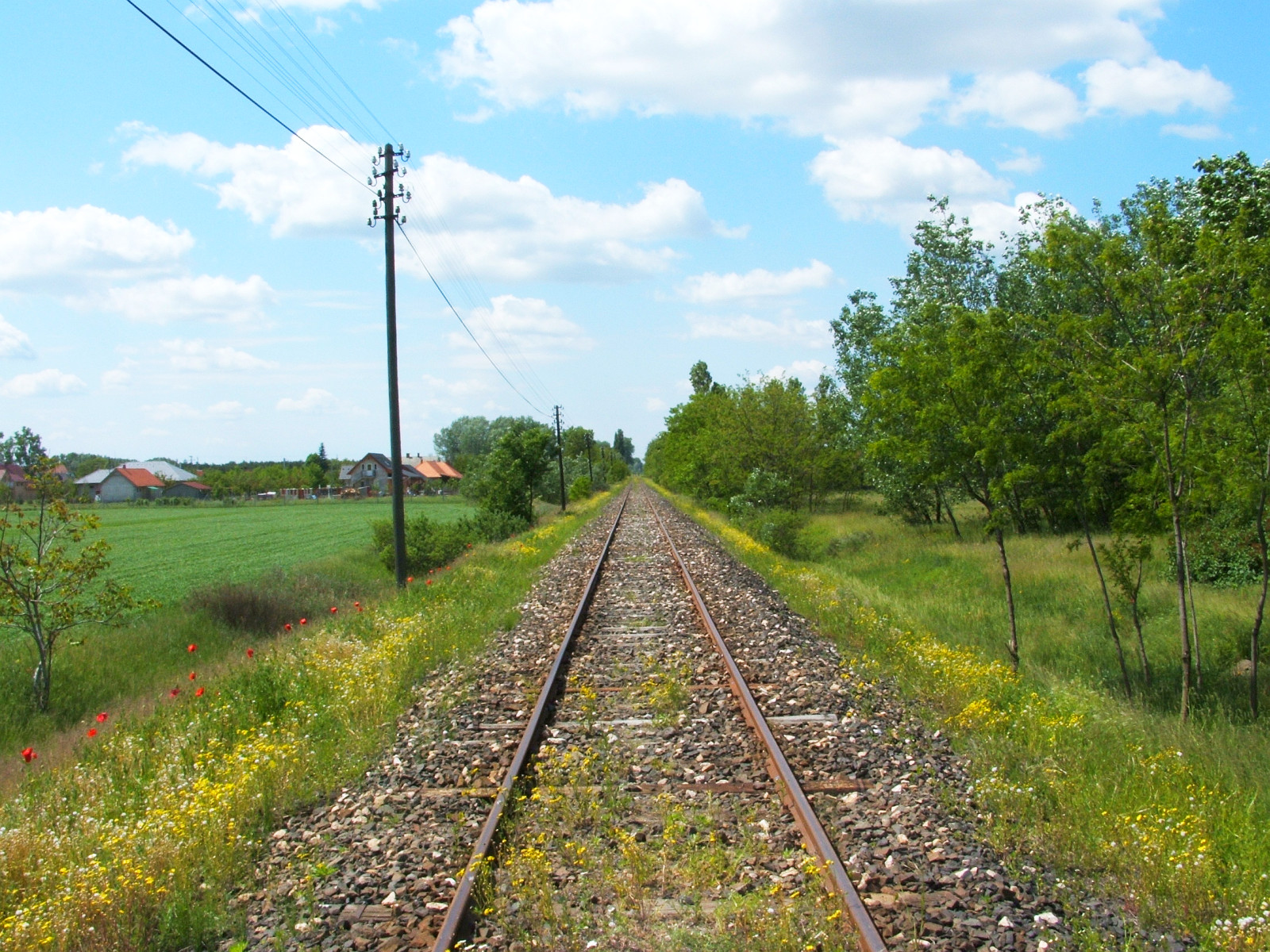
Pályarészlet Kecskemét környékén
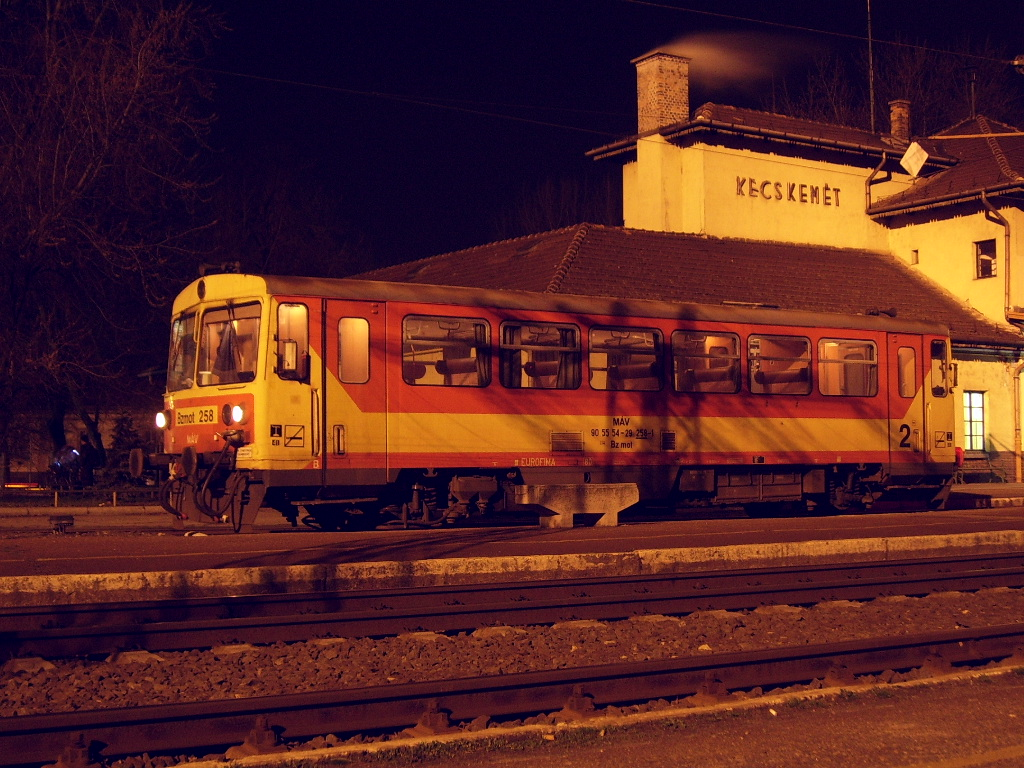
Az utolsó vonatok egyike Kecskeméten